# Uzi (Pinky Ring)
Uzi (Pinky Ring) – utwór amerykańskiej grupy hip-hopowej Wu-Tang Clan, wydany w 2001 roku na albumie Iron Flag.

## Lista utworów
Opracowano na podstawie źródła
Strona A
1. Uzi (Pinky Ring) (Album Version) - 5:23
2. Uzi (Pinky Ring) (Instrumental) - 5:23
3. Uzi (Pinky Ring) (Album Version) - 5:23

Strona B
1. Ya'll Been Warned (Clean Album Version) - 4:14
2. Ya'll Been Warned (Instrumental) - 4:14
3. Ya'll Been Warned (Album Version) - 4:14